# Vaipaee
Ne doit pas être confondu avec Vaipae.

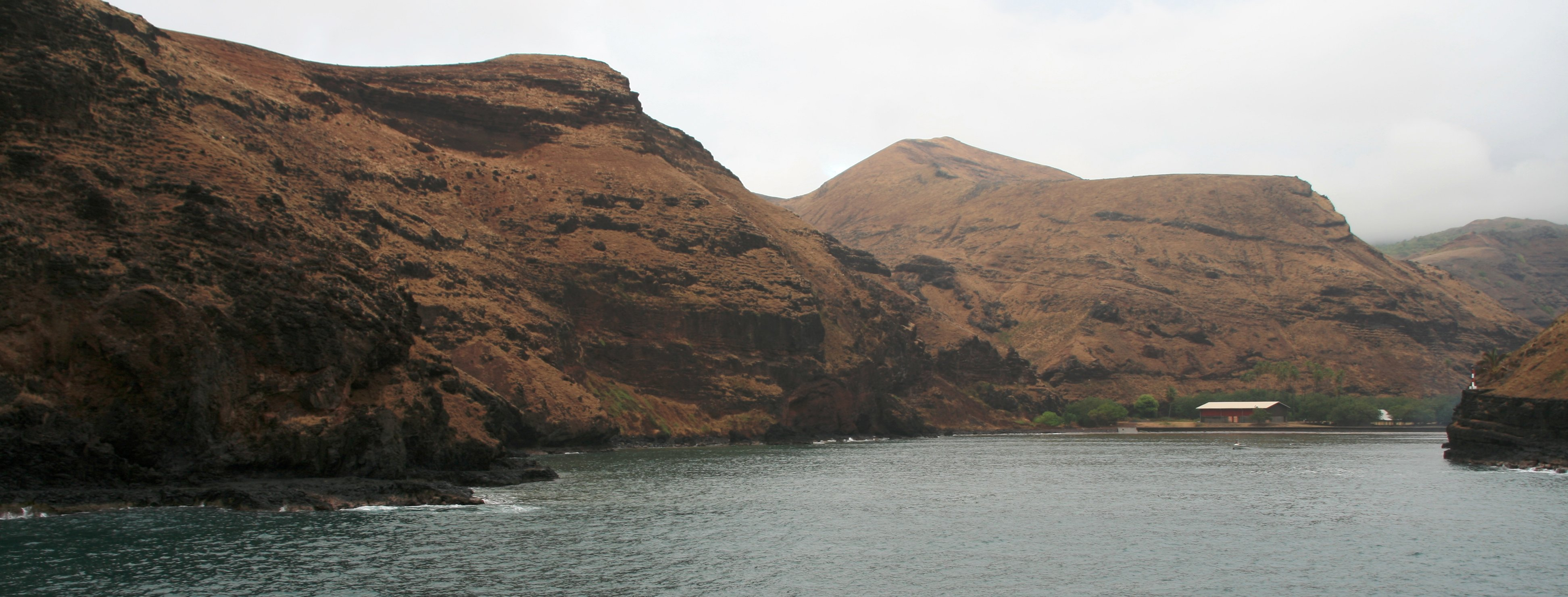
Dans la Baie Invisible de Vaipaee

Vaipaee est un village de l'île de Ua Huka, dans l'archipel des Marquises, en Polynésie française. 
Il est le chef-lieu de la commune de Ua Huka. 

## Situation
Vaipaee se trouve sur la côte sud, au fond d'une baie très étroite, surnommée la Baie Invisible, car les navigateurs ne la découvrent qu'en passant dans son axe, orienté nord-est — sud-ouest.

C'est le plus peuplé des trois villages de l'île.
Le village s'étale sur plus de trois kilomètres, le long de la route qui serpente dans la vallée de Vaipaee en direction de l'aéroport de Ua Huka et du village de Hane.
Outre cette route, il est accessible via un petit quai qui sert au débarquement des marchandises et des passagers. Ce débarquement se fait uniquement par baleinières ou petites embarcations, la baie étant trop étroite pour permettre aux goélettes ou aux cargos d'y accoster. Toutefois, il est à noter que l'Aranui entre dans la baie, y fait demi-tour, s'amarre de chaque côté de la baie avec des aussières afin d'y livrer sa cargaison.

## Bâtiments publics

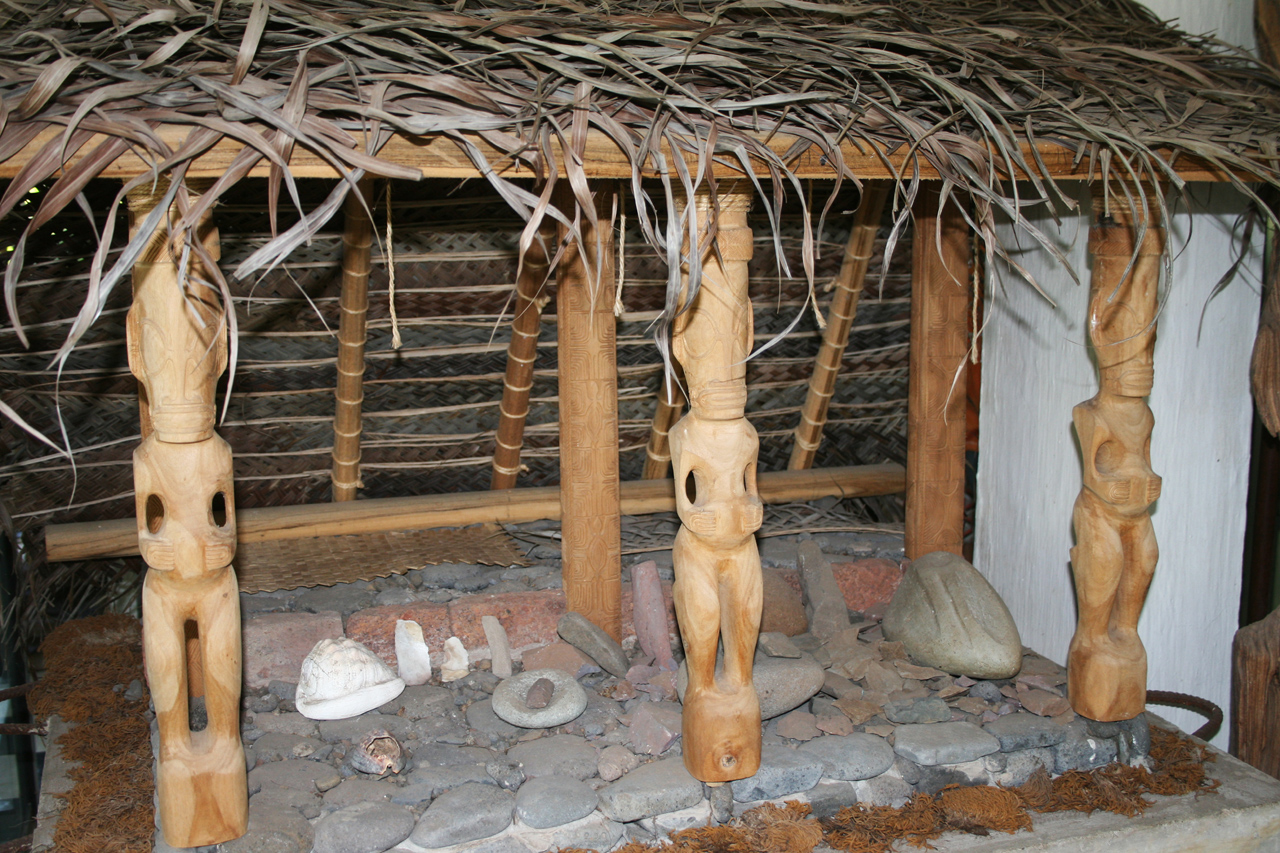
Reconstitution d'une maison marquisienne au musée archéologique.

Dans le village, on trouve la mairie, une poste, une infirmerie, une école maternelle et primaire.

Au même endroit se trouve le musée archéologique, inauguré en 1989. Il contient de nombreux objets familiers traditionnels et artisanaux : tikis, sculptures sur bois, tapas, bracelets, boucles d'oreilles, pagaies, casse-têtes, herminettes, ... dont beaucoup ont été offerts par les villageois. Au fond du musée se trouve la reconstitution d'un habitat ancien dans une grotte.
Plusieurs sites archéologiques, tohua et me'ae sont visibles dans le village, dont celui de Upahaka, à 4 km de la plage, en bordure de route.

## Autour du village
- Site de Vaikivi, au centre de l'île. Il est remarquable tant au point de vue de sa diversité biologique qu'au point de vue archéologique, avec une cinquantaine de pétroglyphes relevés, dont une pirogue à voile unique en Polynésie.
- La Grotte aux Pas, à la pointe Tekehu, la plus au sud de l'île. Cette grotte contient une plage où des traces de pas réapparaitraient après chaque marée, sans que quiconque y pose le pied...
- Motus Hemeni et Teuaua, ou îles aux oiseaux, à dix minutes de bateau à la pointe sud-ouest de l'île. Sur ces deux îlots, l'un plat et de couleur blanche, l'autre escarpé et de couleur rouge, nichent des milliers d'oiseaux, principalement des sternes. C'est également un lieu de rassemblement de raies manta.
- Sur la côte ouest, les baies de Haavei et Hatuana, avec de belles plages, des pétroglyphes, et des tortues géantes.